# Canon EOS R10
La Canon EOS R10 es una cámara sin espejo y de objetivos intercambiables desarrolada por la empresa japonesa Canon. 

## Historia
La cámara fue anunciada el 24 de mayo de 2022. Fue, junto con la Canon EOS R7, la primera cámara APS-C con montura Canon RF.

## Características
- Sensor CMOS APS-C de 24.2 megapíxeles[2]
- Tecnología de enfoque Dual Pixel CMOS AF II
- Hasta 15 disparos por segundo
- Grabación de video 4K hasta 60 cps
- Grabación de video 1080p hasta 120 cps
- Visor electrónico OLED con 2.36 millones de puntos
- Procesador DIGIC X

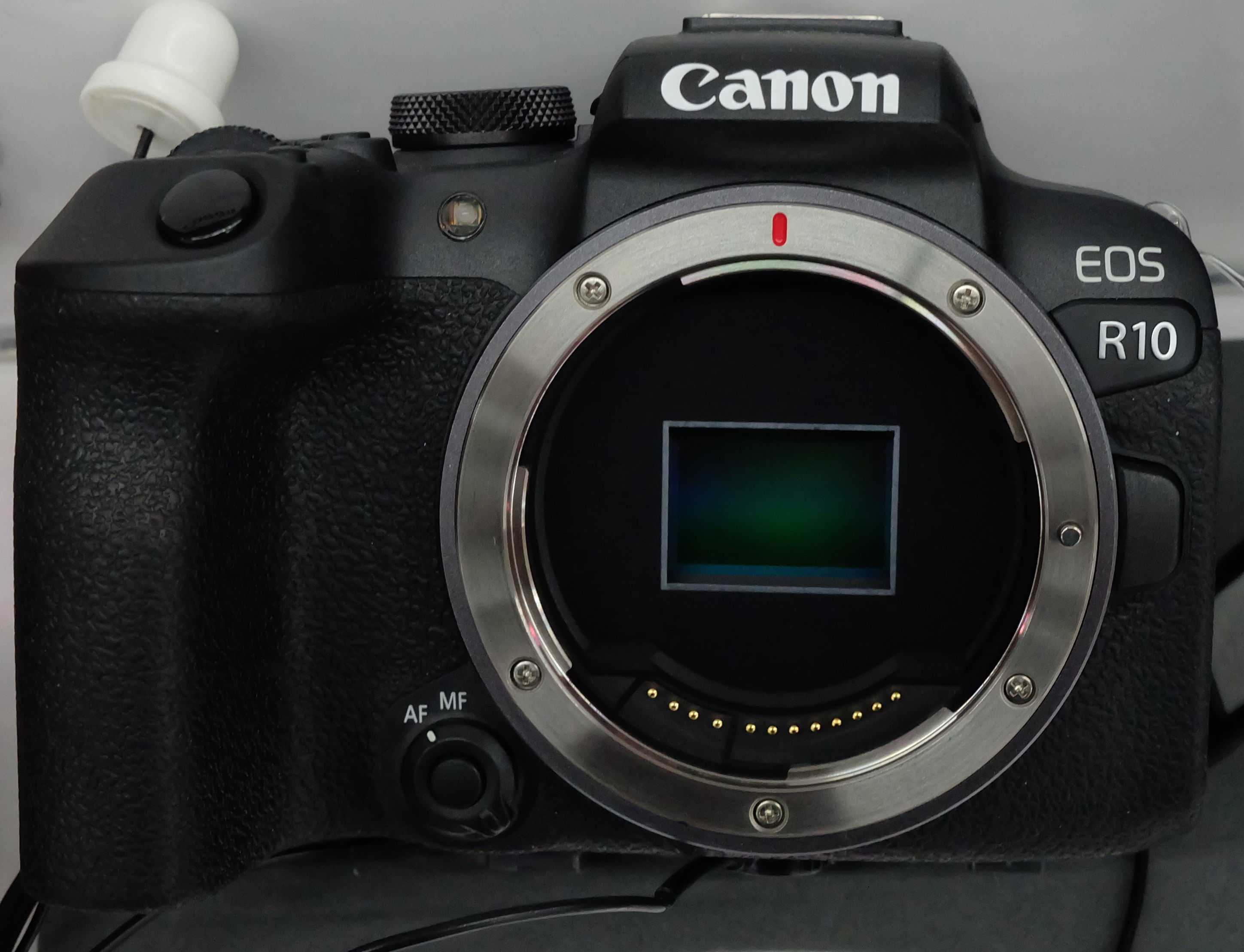
Canon R10 con montura EOS RF visible.